# Afristivalius curtiductus
Afristivalius curtiductus är en loppart som först beskrevs av Smit 1958.  Afristivalius curtiductus ingår i släktet Afristivalius och familjen Stivaliidae. Inga underarter finns listade i Catalogue of Life.